# Julien Duvivier
Julien Duvivier (8. oktober 1896 i Lille – 29. oktober 1967 i Paris) var en fransk filminstruktør, som debuterede i 1919. 
Duvivier var sammen med Carné og Renoir blandt de største eksponenter for 1930'ernes poetiske realisme i fransk film, blandt hans bedste film fra denne tid er Pépé le Moko (1937) og Un Carnet de bal (Et balkort, 1937). Lavede også La Charrette fantôme (Køresvenden, 1939) efter Selma Lagerlöfs fortælling. Han arbejdede under 2. verdenskrig i Hollywood, hvor han bl.a. lavede den underholdende episodefilm Tales of Manhattan (Seks skæbner, 1942). Fortsatte siden en produktiv karriere i Frankrig, med film som Sous le ciel de Paris (1950) og de to første Don Camillo-film (1951, 1953).